# Нью-Гартфорд (селище, Нью-Йорк)
Нью-Гартфорд (англ. New Hartford) — селище (англ. village) в США, в окрузі Онейда штату Нью-Йорк. Населення — 1859 осіб (2020).

## Географія
Нью-Гартфорд розташований за координатами 43°4′16″ пн. ш. 75°17′19″ зх. д. / 43.07111° пн. ш. 75.28861° зх. д. (43.071019, -75.288625).  За даними Бюро перепису населення США в 2010 році селище мало площу 1,60 км², уся площа — суходіл.

## Демографія
Згідно з переписом 2010 року, у селищі мешкало 1847 осіб у 880 домогосподарствах у складі 477 родин. Густота населення становила 1156 осіб/км².  Було 913 помешкання (572/км²).
Расовий склад населення:
| - 95,6 % — білих - 1,2 % — чорних або афроамериканців - 0,9 % — азіатів - 0,1 % — корінних американців |

До двох чи більше рас належало 1,6 %. Частка іспаномовних становила 2,3 % від усіх жителів.
За віковим діапазоном населення розподілялося таким чином: 20,8 % — особи молодші 18 років, 58,8 % — особи у віці 18—64 років, 20,4 % — особи у віці 65 років та старші. Медіана віку мешканця становила 45,8 року. На 100 осіб жіночої статі у селищі припадало 82,5 чоловіків;  на 100 жінок у віці від 18 років та старших — 79,4 чоловіків також старших 18 років.
Середній дохід на одне домашнє господарство  становив 78 064 долари США (медіана — 54 961), а середній дохід на одну сім'ю — 99 835 доларів (медіана — 86 250). За межею бідності перебувало 10,8 % осіб, у тому числі 13,2 % дітей у віці до 18 років та 10,6 % осіб у віці 65 років та старших.
Цивільне працевлаштоване населення становило 965 осіб. Основні галузі зайнятості: освіта, охорона здоров'я та соціальна допомога — 37,4 %, роздрібна торгівля — 12,6 %, виробництво — 10,3 %.